# جهاد الحداد
جهاد الحداد (1981-) ناشط سياسي مصري من جماعة الإخوان المسلمين في مصر. عمل كمتحدث إعلامي باسم جماعة الإخوان المسلمين من مايو 2013 حتى اعتقاله في 17 سبتمبر 2013.
هو ابن عصام الحداد، عضو مكتب إرشاد الإخوان، نشأ في الإسكندرية. عمل في مركز تحديث الصناعة ثم في مبادرة كلينتون للمناخ. بعد ذلك، تطوع في مشروع نهضة الإخوان المسلمين (بدأ تنفيذ المشروع عندما كان مرسي في منصبه). في فبراير 2017، عندما ظهرت بعض التقارير التي تفيد بأن إدارة ترامب كانت تفكر في تصنيف جماعة الإخوان المسلمين كمنظمة إرهابية أجنبية، كتب جهاد الحداد مقال رأي لصحيفة نيويورك تايمز من زنزانته في سجن طرة في القاهرة. موضحًا أن جماعة الإخوان المسلمين لم تكن منظمة إرهابية بل منظمة اجتماعية سياسية سلمية. بعد كتابة المقال، نُقل إلى زنزانة تأديبية في سجن العقرب.
في 25 أكتوبر 2019، صرح شقيقه عبد الله أن جهاد فقد قدرته على المشي بعد تردي أحواله الصحية داخل سجن طرة.

## وصلات خارجية
- مقابلة جهاد الحداد على قناة بي بي سي
- بل ترو، الإخوان تحت الحصار: سؤال وجواب مع مستشار حزب الحرية والعدالة جهاد الحداد، الأهرام أون لاين، 1 يوليو 2013
- جهاد الحداد، في مصر، خطوة عنيفة إلى الوراء، واشنطن بوست، 9 يوليو 2013